# Ausleben
Ausleben este o comună din landul Saxonia-Anhalt, Germania.